# 2020 en musique classique
| \| • Retour à la chronologie générale de la musique classique • \| |
| Grèce • Rome • Haut Moyen Âge • VIIIe siècle • IXe siècle • Xe siècle • XIe siècle XIIe siècle • XIIIe siècle • XIVe siècle • XVe siècle • XVIe siècle • XVIIe siècle XVIIIe siècle • XIXe siècle • XXe siècle • XXIe siècle |
| • Retour à la chronologie générale de la musique classique • |

| Années en musique classique : 2017 - 2018 - 2019 - 2020 - 2021 - 2022 - 2023    |
| Décennies en musique classique : 1990 - 2000 - 2010 - 2020 - 2030 - 2040 - 2050 |

Cette page recense les événements qui se sont produits durant l'année 2020 en musique classique.

## Événements
- 1er janvier : concert du nouvel an de l'orchestre philharmonique de Vienne au Musikverein, dirigé par Andris Nelsons.
- Du 29 janvier au 2 février : festival La Folle Journée de Nantes.
- En raison de la pandémie de Covid-19, dans plusieurs pays d'Europe et aux États-Unis, les concerts sont annulés et les salles d'opéra sont fermées[1]. Des festivals du printemps et de l'été sont annulés aussi, comme le Festival de Bayreuth[2] et les Chorégies d'Orange[3].
- 18 juillet : un incendie détruit le grand orgue de la cathédrale de Nantes datant du XVIIe siècle.
- Septembre : reprise du Festival d'opéra baroque de Bayreuth sous son nom actuel.

Date indéterminée
- Automne : première édition à Aix-en-Provence du festival Nouveaux Horizons.

## Prix
- Prix Ernst von Siemens : Tabea Zimmermann, altiste allemande.
- Prix Polar Music : Anna Netrebko.
- Prix Pulitzer de musique : Anthony Davis, pianiste et compositeur américain.
- Prix Brahms : Midori.

## Décès

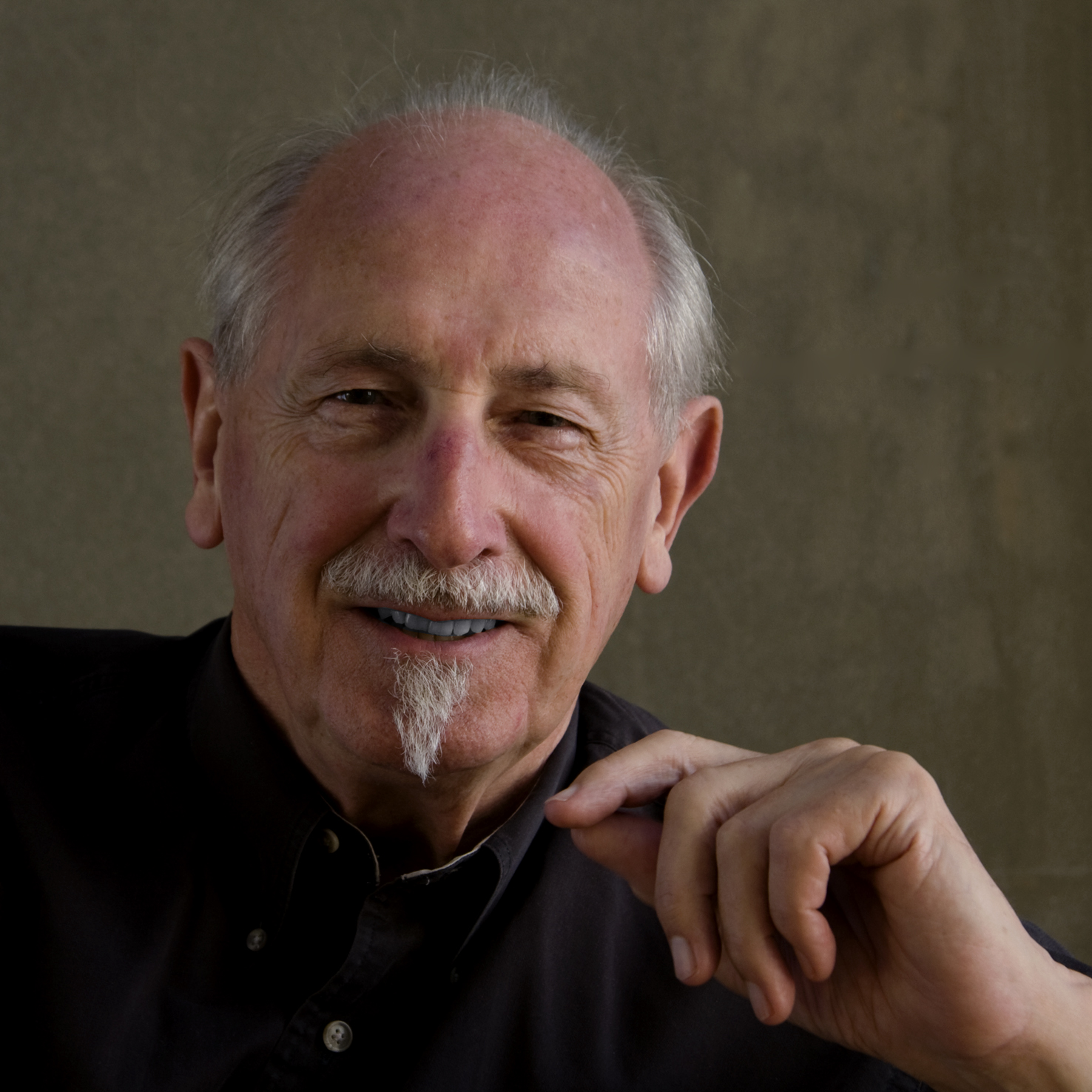
Barry Tuckwell

- 1er janvier : Jaap Schröder, violoniste et chef d'orchestre néerlandais (° 31 décembre 1925).
- 14 janvier : Frédérique Fontanarosa, pianiste et pédagogue française (° 13 mai 1944).
- 16 janvier : Barry Tuckwell, corniste et chef d'orchestre australien (° 5 mars 1931).
- 23 janvier : Franz Mazura, baryton-basse autrichien (° 22 avril 1924).
- 1er février : Peter Serkin, pianiste américain (° 24 juillet 1947).
- 4 février : Volker David Kirchner, compositeur et altiste allemand (° 25 juin 1942).
- 6 février : Nello Santi, chef d'orchestre italien (° 22 septembre 1931).
- 9 février : 
  - Mirella Freni, soprano italienne (° 27 février 1935).
  - Sergueï Slonimski, compositeur russe (° 12 août 1932).
- 13 février : Christophe Desjardins, altiste français (° 24 avril 1962)
- 14 février : Reinbert de Leeuw, pianiste, chef d'orchestre et compositeur néerlandais (° 8 septembre 1938).
- 26 février : 
  - Hans Deinzer, clarinettiste allemand (° 14 janvier 1934).
  - Sergueï Dorenski, pianiste et pédagogue russe (° 3 décembre 1931).
- 29 février : Odile Pierre, organiste et compositrice française (° 12 mars 1932).
- 9 mars : Anton Coppola, compositeur et chef d'orchestre américain (° 21 mars 1917).
- 18 mars : Jean Leber, violoniste et chef d'orchestre français (° 1939).
- 24 mars : 
  - Gerard Schurmann, compositeur et chef d'orchestre néerlando-anglais (° 14 janvier 1924).
  - Edward Tarr, trompettiste, pédagogue et musicologue américain (° 15 juin 1936).
- 25 mars : Jennifer Bate, organiste britannique (° 11 novembre 1944).
- 26 mars : Luigi Roni, basse italienne (° 22 février 1942).
- 28 mars : Hertha Töpper, contralto autrichienne (° 19 avril 1924).
- 29 mars : Krzysztof Penderecki, compositeur et chef d'orchestre polonais (° 23 novembre 1933).
- 30 mars : Guy Robert, luthiste, interprète, professeur et directeur d'ensemble de musique ancienne (° 22 mars 1943)
- 31 mars : Zoltán Peskó, chef d'orchestre hongrois (° 15 février 1937).
- 9 avril :  Elizabeth de la Porte, claveciniste britannique (° 15 septembre 1941).
- 14 avril :
  - Kerstin Meyer, mezzo-soprano suédoise (° 3 avril 1928).
  - Akin Euba, compositeur, musicologue et pianiste nigérian (° 28 avril 1935).
- 16 avril : Kenneth Gilbert, claveciniste canadien (° 16 décembre 1931).
- 25 avril : Vytautas Barkauskas, compositeur et pédagogue lituanien (° 25 mars 1931).
- 27 avril : 
  - Lynn Harrell, violoncelliste américain (° 30 janvier 1944).
  - Jeannette Pilou, soprano italienne d'origine grecque (° 11 juillet 1937).
- 3 mai : Rosalind Elias, mezzo-soprano américaine (° 13 mars 1930).
- 4 mai :  Lorne Munroe,  violoncelliste américain (° 24 novembre 1924).
- 6 mai : Norbert Balatsch, chef de chœur autrichien (° 10 mars 1928).
- 13 mai : Gabriel Bacquier, baryton-basse français (° 17 mai 1924).
- 14 mai : Angelo Lo Forese (it), 100 ans, chanteur d'opéra (ténor et baryton) italien (° 27 mars 1920).
- 18 mai : John Poole, organiste et chef de chœur britannique (° 5 février 1934).
- 30 mai : Mady Mesplé, soprano française (° 7 mars 1931).
- 1er juin : Myroslav Skoryk, compositeur ukrainien (° 13 juillet 1938).
- 2 juin : Janine Reiss, chef de chant, pianiste et claveciniste française (° 1921).
- 4 juin : Marcello Abbado, pianiste et compositeur italien (° 7 octobre 1926).
- 14 juin : Claude Samuel, critique musical français (° 23 juin 1931).
- 18 juin : Nicolas Joel, directeur d'opéra français (° 6 février 1953).
- 18 juin : Georges Octors, violoniste et chef d'orchestre belge (° 2 avril 1923).
- 30 juin : Ludwig Finscher, musicologue allemand (° 14 mars 1930).
- 30 juin : Ida Haendel, violoniste britannique (° 15 décembre 1928).
- 2 juillet : Nikolaï Kapoustine, compositeur et pianiste russe (° 22 novembre 1937).
- 9 juillet : Gabriella Tucci, soprano italienne (° 4 août 1929).
- 24 juillet : Humbert Camerlo, metteur en scène français d'opéra (° 18 décembre 1943).
- 25 juillet : Bernard Ładysz, baryton-basse polonais (° 24 juillet 1922).
- 2 août : Leon Fleisher, pianiste et chef d'orchestre américain (° 23 juillet 1928).
- 12 août : Josef Bulva, pianiste luxembourgeois  (° 9 janvier 1943).
- 14 août : Julian Bream, guitariste et luthiste britannique (° 15 juillet 1933).
- 16 août : Ornella Volta, musicologue italienne (° 1er janvier 1927).
- 25 août : Georges Bœuf, compositeur français (° 21 décembre 1937).
- 2 septembre : Rinat Ibraguimov, contrebassiste russe (° 5 novembre 1960).
- 6 septembre : Christiane Eda-Pierre, soprano française (° 24 mars 1932).
- 9 septembre : Patrick Davin, chef d'orchestre belge (° (16 février 1962).
- 11 septembre :
  - Stéphane Caillat, chef de chœur, chef d'orchestre et compositeur français (° 1928).
  - Christian Manen, compositeur français (° 3 juillet 1934).
- 12 septembre : Fernando Suárez Paz, musicien, violoniste et chef d'orchestre argentin (° 1er janvier 1941).
- 15 septembre :
  - Jan Krenz, compositeur et chef d'orchestre polonais (° 14 juillet 1926).
  - Susanne Lautenbacher, violoniste allemande (° 19 avril 1932).
  - Paul Méfano, compositeur français (° 6 mars 1937).
- 21 septembre : Jacques-Louis Monod, pianiste, chef d'orchestre et compositeur franco-américain (° 25 février 1927).
- 26 septembre : Adele Stolte, soprano allemande (° 12 octobre 1932).
- 28 septembre : 
  - Frédéric Devreese, compositeur belge (° 2 juin 1929).
  - Maynard Solomon, biographe américain (° 5 janvier 1930).
- 6 octobre : Yves Gérard, musicologue français (° 6 janvier 1932).
- 7 octobre : Jean Martin, pianiste français (° 7 novembre 1927).
- 12 octobre : Jon Gibson, flûtiste, saxophoniste, clarinettiste et compositeur américain (° 11 mars 1940).
- 16 octobre : Michel Rateau, compositeur français (° 4 septembre 1938).
- 25 octobre : Rosanna Carteri, soprano italienne (° 14 décembre 1930).
- 29 octobre : Alexandre Vedernikov, chef d'orchestre russe (° 11 janvier 1964).
- 30 octobre : Paul-Baudouin Michel, compositeur belge (° 7 septembre 1930).
- 9 novembre : Robert Layton, musicologue britannique (° 2 mai 1930).
- 13 novembre : Konrad Hünteler, flûtiste allemand (° 12 mars 1947).
- 16 novembre : Eugenia Ratti, soprano italienne (° 5 avril 1933).
- 25 novembre : Camilla Wicks, violoniste américaine (° 9 août 1928).
- 6 décembre : Klaus Ofczarek, ténor autrichien (° 17 mars 1939).
- 11 décembre : Gotthilf Fischer, chef de chœur allemand (° 11 février 1928).
- 12 décembre : Nicolas Chumachenco, violoniste polonais (° 27 mars 1944).
- 15 décembre : Andrée Colson, violoniste française (° 5 septembre 1924).
- 22 décembre : Ernst Schütz, artiste lyrique autrichien (° 5 octobre 1935).
- 24 décembre : Ivry Gitlis, violoniste israélien (° 25 août 1922).
- 25 décembre : Jaan Rääts, compositeur et pianiste estonien (° 15 octobre 1932).
- 28 décembre : Fu Cong, pianiste chinois (° 10 mars 1934).